# Mr. Olympia

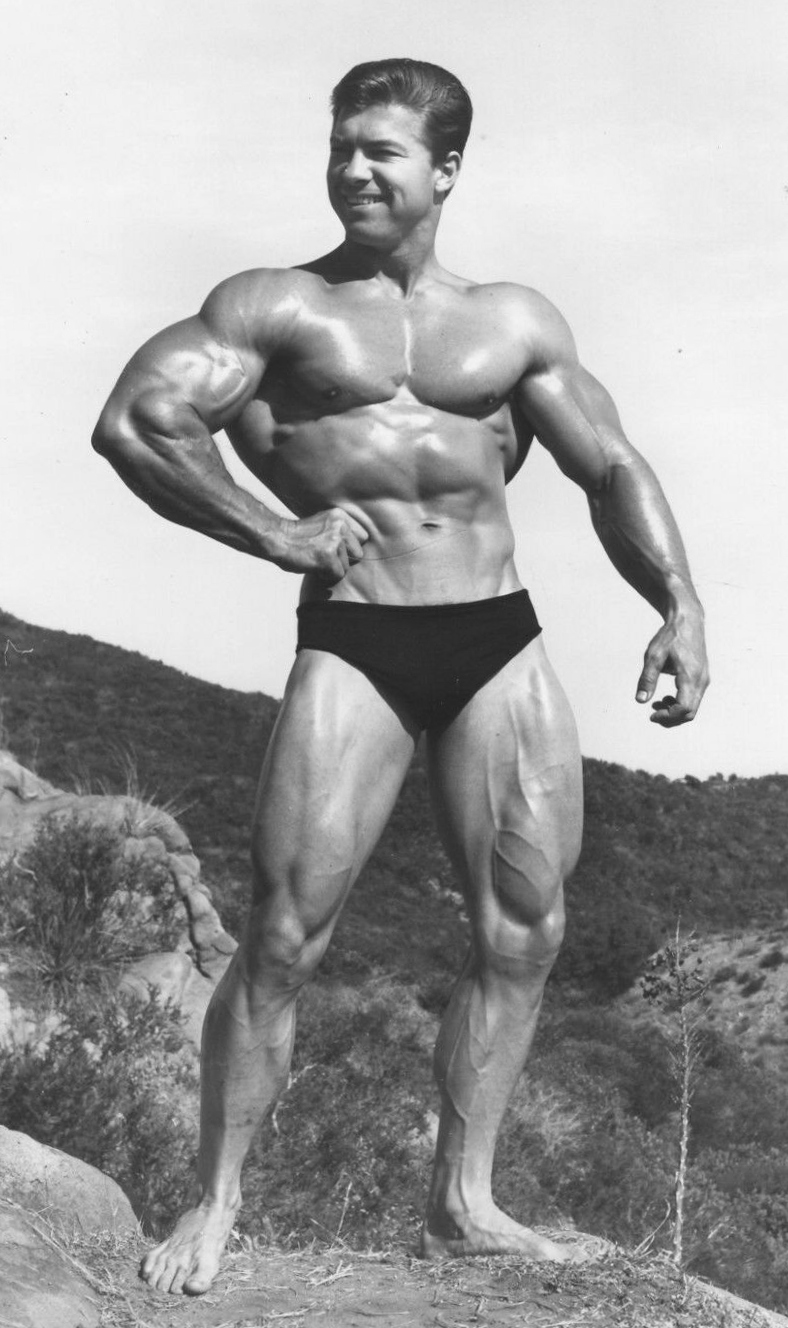
Larry Scott, den förste vinnaren i den internationella tävlingen Mr. Olympia.

Mr. Olympia är en global tävling för kroppsbyggare som hålls varje år av Internationella Bodybuildingförbundet (IFBB). Vinnaren är ansedd som den främste kroppsbyggaren bland de professionella utövarna.
Tävlingen skapades av Joe Weider för att låta Mr. Universe-vinnarna fortsätta tävla och tjäna pengar. Den första Mr. Olympia-tävlingen gick av stapeln den 18 september 1965, i "Brooklyn Academy of Music", New York. År 1987 ägde tävlingen rum i Sverige.
Rekordet i mest antal vinster i en följd är åtta. Innehavare av det rekordet är Lee Haney (1984-1991) och Ronnie Coleman (1998-2005).
Sedan 1999 genomförs tävlingen i Las Vegas, USA.
Hösten 2008 blev Martin Kjellström den första svensk någonsin att kvala till sig en plats i Mr. Olympia. 1987 kom svenskar till start via en inbjudan.
Filmen Lyfta skrot (1977) visade några av deltagarnas förberedelser inför 1975 års Mr. Olympia. Filmen hjälpte till att starta igång Arnold Schwarzeneggers och Lou Ferrignos karriärer som skådespelare.
Kvinnornas motsvarighet till Mr. Olympia är Ms. Olympia.

## Kvalifikation
För att Mr. Olympia ska vara av högsta klass, måste de tävlande uppfylla kriterier för kvalifikation, bland annat:
- Före detta Mr. Olympia-vinnare (men om det har gått mer än 5 år är godkännande av IFBB nödvändigt).
- Topp 6-finalist från förra årets Mr. Olympia.
- Topp 6-finalist från samma års Arnold Classic.
- Topp 5-finalist från samma års New York Men's Professional (före detta the Night of the Champions).
- Topp 3-finalist från någon annan tävling som IFBB hållit under det följande året prioriterat till Mr. Olympia.

- Utöver detta så kan huvudarrangören nominera en tävlande, som en "speciellt inbjuden", som inte har kvalificerat sig på andra grunder.

## Vinnare[1]
| År   | Vinnare               | Plats                                 |
| ---- | --------------------- | ------------------------------------- |
| 1965 | Larry Scott           | New York, USA                         |
| 1966 | Larry Scott           | New York, USA                         |
| 1967 | Sergio Oliva          | New York, USA                         |
| 1968 | Sergio Oliva          | New York, USA                         |
| 1969 | Sergio Oliva          | New York, USA                         |
| 1970 | Arnold Schwarzenegger | New York, USA                         |
| 1971 | Arnold Schwarzenegger | Paris, Frankrike                      |
| 1972 | Arnold Schwarzenegger | Essen, Tyskland                       |
| 1973 | Arnold Schwarzenegger | New York, USA                         |
| 1974 | Arnold Schwarzenegger | New York, USA                         |
| 1975 | Arnold Schwarzenegger | Pretoria, Sydafrika                   |
| 1976 | Franco Columbu        | Columbus, Ohio, USA                   |
| 1977 | Frank Zane            | Columbus, Ohio, USA                   |
| 1978 | Frank Zane            | Columbus, Ohio, USA                   |
| 1979 | Frank Zane            | Columbus, Ohio, USA                   |
| 1980 | Arnold Schwarzenegger | Sydney, Australien                    |
| 1981 | Franco Columbu        | Columbus, Ohio, USA                   |
| 1982 | Chris Dickerson       | London, England                       |
| 1983 | Samir Bannout         | München, Tyskland                     |
| 1984 | Lee Haney             | New York, USA                         |
| 1985 | Lee Haney             | Bryssel, Belgien                      |
| 1986 | Lee Haney             | Columbus, Ohio, USA                   |
| 1987 | Lee Haney             | Göteborg, Sverige                     |
| 1988 | Lee Haney             | Los Angeles, Kalifornien, USA         |
| 1989 | Lee Haney             | Rimini, Italien                       |
| 1990 | Lee Haney             | Chicago , Illinois, USA               |
| 1991 | Lee Haney             | Orlando, Florida, USA                 |
| 1992 | Dorian Yates          | Helsingfors, Finland                  |
| 1993 | Dorian Yates          | Atlanta, Georgia, USA                 |
| 1994 | Dorian Yates          | Atlanta, Georgia, USA                 |
| 1995 | Dorian Yates          | Atlanta, Georgia, USA                 |
| 1996 | Dorian Yates          | Chicago, Illinois, USA                |
| 1997 | Dorian Yates          | Long Beach, Kalifornien, USA          |
| 1998 | Ronnie Coleman        | New York, USA                         |
| 1999 | Ronnie Coleman        | Las Vegas, Nevada, USA                |
| 2000 | Ronnie Coleman        | Las Vegas, Nevada, USA                |
| 2001 | Ronnie Coleman        | Las Vegas, Nevada, USA                |
| 2002 | Ronnie Coleman        | Las Vegas, Nevada, USA                |
| 2003 | Ronnie Coleman        | Las Vegas, Nevada, USA                |
| 2004 | Ronnie Coleman        | Las Vegas, Nevada, USA                |
| 2005 | Ronnie Coleman        | Orleans Hotel, Las Vegas, Nevada, USA |
| 2006 | Jay Cutler            | Las Vegas, Nevada, USA                |
| 2007 | Jay Cutler            | Las Vegas, Nevada, USA                |
| 2008 | Dexter Jackson        | Las Vegas, Nevada, USA                |
| 2009 | Jay Cutler            | Las Vegas, Nevada, USA                |
| 2010 | Jay Cutler            | Las Vegas, Nevada, USA                |
| 2011 | Phil Heath            | Las Vegas, Nevada, USA                |
| 2012 | Phil Heath            | Las Vegas, Nevada, USA                |
| 2013 | Phil Heath            | Las Vegas, Nevada, USA                |
| 2014 | Phil Heath            | Las Vegas, Nevada, USA                |
| 2015 | Phil Heath            | Las Vegas, Nevada, USA                |
| 2016 | Phil Heath            | Las Vegas, Nevada, USA                |
| 2017 | Phil Heath            | Las Vegas, Nevada, USA                |
| 2018 | Shawn Rhoden          | Las Vegas, Nevada, USA                |
| 2019 | Brandon Curry         | Las Vegas, Nevada, USA                |
| 2020 | Mamdouh Elssbiay      | Orlando, Florida, USA                 |
| 2021 | Mamdouh Elssbiay      | Orlando, Florida, USA                 |
| 2022 | Hadi Choopan          | Las Vegas, Nevada, USA                |
| 2023 | Derek Lunsford        | Orlando, Florida, USA                 |

### Antal vinster
| Vinster | Namn                  | År                   |
| ------- | --------------------- | -------------------- |
| 8       | Lee Haney             | 1984–1991            |
| 8       | Ronnie Coleman        | 1998–2005            |
| 7       | Arnold Schwarzenegger | 1970–1975, 1980      |
| 7       | Phil Heath            | 2011–2017            |
| 6       | Dorian Yates          | 1992–1997            |
| 4       | Jay Cutler            | 2006–2007, 2009–2010 |
| 3       | Sergio Oliva          | 1967–1969            |
| 3       | Frank Zane            | 1977–1979            |
| 2       | Larry Scott           | 1965, 1966           |
| 2       | Franco Columbu        | 1976, 1981           |
| 2       | Mamdouh Elssbiay      | 2020-2021            |
| 1       | Chris Dickerson       | 1982                 |
| 1       | Samir Bannout         | 1983                 |
| 1       | Dexter Jackson        | 2008                 |
| 1       | Shawn Rhoden          | 2018                 |
| 1       | Brandon Curry         | 2019                 |
| 1       | 🇮🇷 Hadi Choopan       | 2022                 |